# Andrea Kreuzer

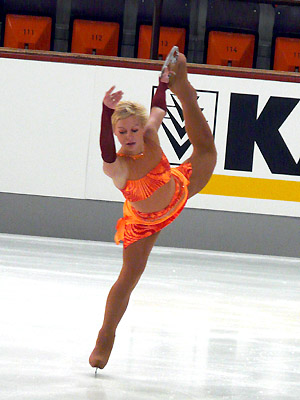
Andrea Kreuzer

Andrea Kreuzer (Wenen, 3 augustus 1984) is een Oostenrijkse kunstschaatsster.
Kreuzer is actief als individuele kunstschaatsster en wordt gecoacht door Jana Hübler. 
| records             | punten | datum      | toernooi |
| ------------------- | ------ | ---------- | -------- |
| Hoogste totaalscore | 111.95 | 19-01-2006 | EK 2006  |
| Hoogste korte kür   | 42.27  | 18-03-2005 | WK 2005  |
| Hoogste lange kür   | 72.03  | 19-01-2006 | EK 2006  |

## Belangrijke resultaten
| Kampioenschap           | 2002 | 2003   | 2004  | 2005 | 2006 |
| ----------------------- | ---- | ------ | ----- | ---- | ---- |
| Wereldkampioenschap     |      |        |       | 25e  | 29e  |
| Europees Kampioenschap  |      |        |       | 23e  | 18e  |
| Nationaal Kampioenschap |      | Zilver | Brons | Goud |      |
| WK junioren             |      | 28e    |       |      |      |
| NK Junioren             | 6e   |        |       |      |      |